# Antti Sumiala
Antti Markus Sumiala (født 20. februar 1974) er en finsk tidligere fodboldspiller.

## Ekstern henvisning
- Antti Sumiala på National Football Teams